# Chiesa della Santissima Annunziata (Cagliari)
La chiesa della Santissima Annunziata è una chiesa parrocchiale di Cagliari sita nel corso Vittorio Emanuele, nel quartiere di Stampace. È officiata dai frati minori conventuali.

## Storia
Nel luogo dove sorge l'attuale edificio, esisteva nel XVII secolo una piccola chiesa campestre che, prima di essere distrutta da una tempesta nel 1643, fu la prima sede dei frati minimi a Cagliari (in seguito trasferitisi nella nuova e definitiva sede, presso la chiesa di San Francesco al Molo). La chiesa fu poi ricostruita, affidata ai padri scolopi, che v'installarono la sede del noviziato, e dedicata alla Vergine Annunziata il 25 marzo 1645. Nel 1654 i religiosi portarono nella nuova chiesa, proveniente dal convento di San Giuseppe in Castello, un quadro raffigurante l'Annunziata, molto venerato dai fedeli e ritenuto miracoloso, per il quale fu edificata un'apposita cappella (detto Cappellone). Entro la prima metà del XVIII secolo si conclusero i lavori di costruzione del complesso conventuale. Gli scolopi rimasero all'Annunziata sino al 1866, anno in cui la chiesa fu chiusa al culto e l'adiacente convento trasformato in caserma dei carabinieri. L'Annunziata fu riaperta al culto nel 1871 e utilizzata come parrocchia succursale della collegiata di Sant'Anna. Nel 1911 la chiesa fu affidata ai frati minori conventuali. Tra il 1913 e il 1914 furono eretti l'attuale facciata e il campanile, mentre nel 1915 fu demolito il Cappellone, a causa dei lavori di sistemazione del viale Merello. Nel 1928 l'interno del tempio fu decorato con stucchi e affreschi dall'artista e architetto perugino Gina Baldracchini (che a Cagliari lavorò anche alla chiesa di Santa Rosalia e al santuario di Nostra Signora di Bonaria). Nel 1933 l'Annunziata divenne sede di parrocchia autonoma per volere dell'arcivescovo Ernesto Maria Piovella. Dal 1984 al 1994 la chiesa fu dichiarata pericolante e chiusa per restauri, in seguito ai gravi danni provocati dall'umidità. Durante questi lavori andò perduto l'apparato decorativo realizzato nel 1928 e fu seriamente danneggiato l'organo a canne che dominava il loggione della struttura, posto sopra l'ingresso principale del Corso Vittorio Emanuele.

## Descrizione

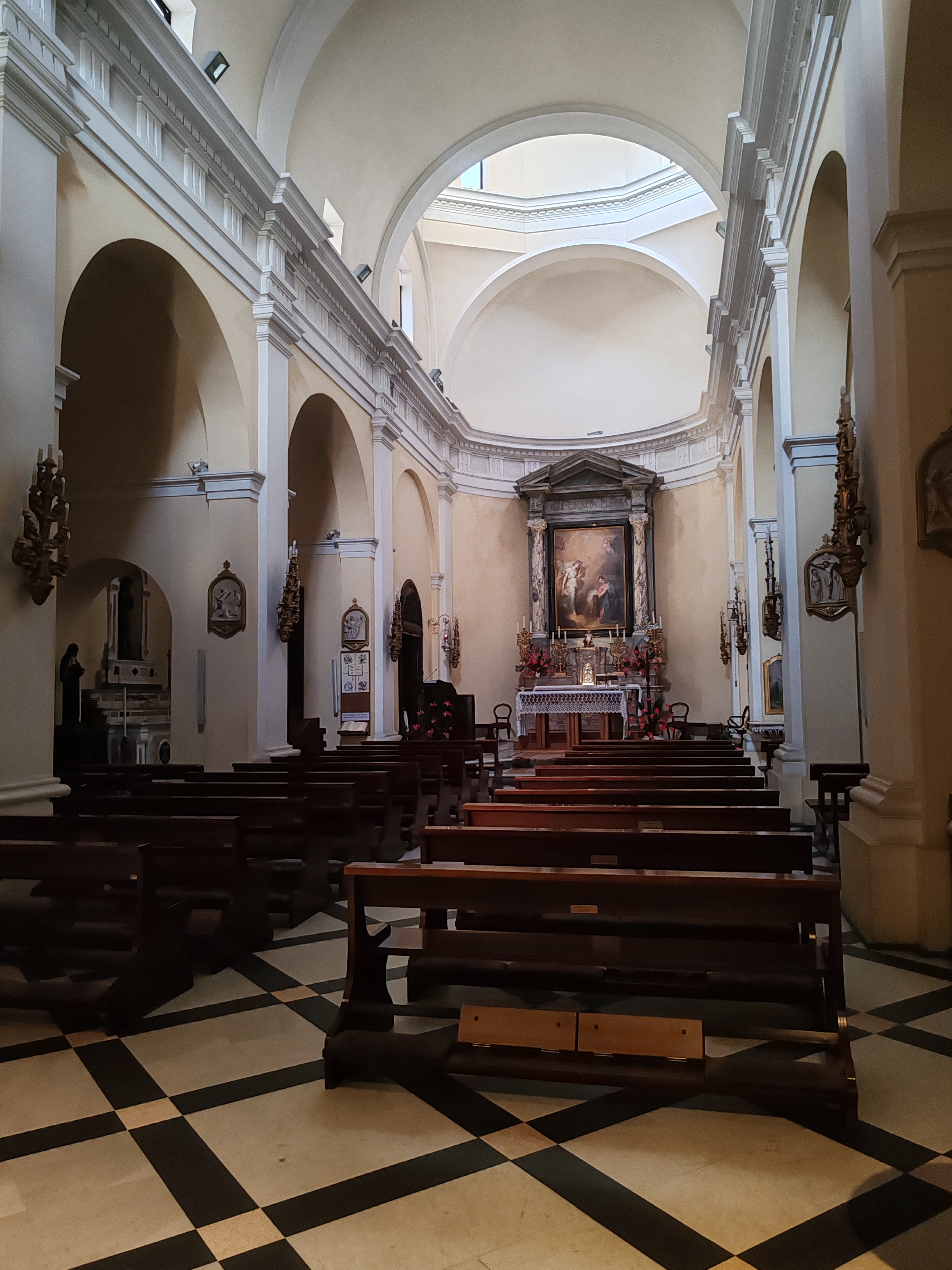
Interno

La chiesa dell'Annunziata sorge all'estremità ovest del "corso", all'angolo tra questo e il viale Merello. La facciata, in stile neoclassico, è affiancata a sinistra dal campanile, completo di un cupolino sulla sommità, e a destra dall'ex convento degli scolopi, oggi sede della stazione dei carabinieri. Di fronte si trova una piazzetta quadrangolare che prende il nome dalla chiesa. Dietro la chiesa si trova il moderno complesso conventuale dei frati.
L'interno, in stile neoclassico, è a pianta rettangolare, ad unica navata voltata a botte, con cappelle laterali e presbiterio, coperto da cupola ottagonale e concluso dall'abside semicircolare. Tra le opere d'arte si ricorda soprattutto la pala d'altare raffigurante l'Annunciazione, dipinta da Giovanni Marghinotti nel 1833. Degni di nota anche un crocefisso ligneo settecentesco, il fonte battesimale in marmi policromi del 1761 e l'antico dipinto dell'Annunziata, portato nel tempio nel '600, di gusto spagnolo, oggi collocata nella sagrestia.